# I'm Not the Only One
I'm Not the Only One is een nummer van de Britse zanger Sam Smith uit 2014. Het nummer staat op Smith's debuutalbum In the Lonely Hour.
Het nummer haalde de 3e positie in de Britse hitlijsten, en nummer vijf in de Amerikaanse Billboard Hot 100. In de Nederlandse Top 40 haalde het de 16e positie, en in de Vlaamse Ultratop 50 nummer 13.

## NPO Radio 2 Top 2000
In 2016 was I'm Not the Only One de grootste daler in de Top 2000.

| Nummer met noteringen in de NPO Radio 2 Top 2000 | '14  | '15 | '16  | '17  |
| ------------------------------------------------ | ---- | --- | ---- | ---- |
| I'm Not the Only One                             | 1633 | 779 | 1941 | 1910 |

1. ↑  Een vetgedrukt getal geeft de hoogste notering aan.
2. ↑  2014 was het eerste jaar met een notering voor dit nummer.
3. ↑  Deze tabel is bijgewerkt tot en met de laatste editie (2024).